# Kołowa Szczerbina
Kołowa Szczerbina (słow. Kolová štrbina, niem. Oberes Pflockseeschartl, węg. Felső Karótavi rés) – wąska przełęcz w głównej grani Tatr, w słowackiej części Tatr Wysokich. Znajduje się między Kołowym Szczytem na południowym zachodzie a Modrą Turnią na północy, tuż na południe od tej ostatniej.
W północno-wschodniej grani Kołowego Szczytu opadającej na Kołową Szczerbinę znajdują się Kołowe Czubki (Kolové zuby). Kolejno od wierzchołka masywu są to następujące turnie przedzielone przełęczami:
- Zadnia Kołowa Czubka (Zadný kolový zub),
- Pośrednie Kołowe Wrótka (Prostredné kolové vrátka),
- Pośrednia Kołowa Czubka (Prostredný kolový zub),
- Skrajne Kołowe Wrótka (Predné kolové vrátka),
- Skrajna Kołowa Czubka (Predný kolový zub)[3][1].

Na północny zachód od przełęczy rozlega się Dolina Kołowa, do której opada głęboki żleb o długości ok. 350 m, w lecie długo zaśnieżony. Uchodzi on do Bździochowej Kotliny – górnego piętra doliny. Na południowy wschód z Kołowej Szczerbiny zbiega z kolei żleb do Doliny Jastrzębiej, w którym wyróżnia się dwa 30-metrowe progi skalne. Poniżej nich żleb staje się szerszy i łączy z drugim, który spada z sąsiedniej Modrej Ławki.
Na przełęcz nie prowadzą żadne szlaki turystyczne. Najdogodniejsza droga dla taterników wiedzie granią z Modrej Ławki przez Modrą Turnię. Wejście żlebami z sąsiednich dolin jest trudniejsze, stąd siodło nie jest używane jako połączenie między Doliną Kołową i Doliną Jastrzębią. Droga z Doliny Jastrzębiej jest trudna (III w skali UIAA), z Doliny Kołowej – częściowo bardzo trudna (IV) i niebezpieczna ze względu na kruche skały. Ta ostatnia droga jest jedną z dłuższych dróg śniegowo-skalnych w Tatrach. W korzystnych warunkach zimowych trasa z Doliny Jastrzębiej jest łatwiejsza niż w lecie.
Pierwsze wejścia:
- letnie – Jan Fischer, Zygmunt Jaworski, Stanisław Krygowski, przewodnicy Klemens Bachleda i Józef Gąsienica Kaspruś Zuzaniak, w 1900 r., przy przejściu granią,
- zimowe – Adam Karpiński i Konstanty Narkiewicz-Jodko, 3 kwietnia 1928 r., przy przejściu granią[1].